# الکساندروس ماوروکورداتوس
الکساندروس ماوروکورداتوس (یونانی: Αλέξανδρος Μαυροκορδάτος؛ ۱۱ فوریهٔ ۱۷۹۱ – ۱۸ اوت ۱۸۶۵ (۷۴ سال)) یک سیاست‌مدار اهل یونان بود.
وی یکی از رهبران جنگ استقلال یونان و نخست وزیر این کشور در چند دوره مختلف بوده است.